# سن-اسپری، کبک
سن-اسپری (به فرانسوی: Saint-Esprit) شهری در منطقه شهری مونکالم ناحیه لانودییر در استان کبک کانادا است. در سرشماری سال ۲۰۱۱ این شهر ۱٬۸۵۰ نفر جمعیت داشته‌است و مساحت آن ۵۴٫۳۶ کیلومتر مربع است.